# 星期六我家的電視
『星期六我家的電視』（せいきろくわがやてきでんし、正式名称：“どようびのうちのテレビ”）は、1991年10月5日から1992年9月26日までTBSなどで放送されていた日曜未明（土曜深夜から日曜早朝にかけて）のオムニバスバラエティ番組枠の俗称。基本的な番組枠としては、前番組である『平成名物TV』を踏襲しており、TBS日曜未明のバラエティ枠における最終番組である。放送時間は毎週日曜00:40（土曜24:40） - 04:59 (JST) 。

## 番組内容

### 土曜深夜枠（00:40 - 03:00、生放送）

#### 星期六我家的電視・三宅裕司の天下御免ね!
1991年10月5日〜1992年9月26日

### 日曜早朝枠（03:00 - 04:59、事前収録）

#### ますこっとたわー
1991年4月13日〜1992年3月28日

#### ルーキーショー・愛はかげろう
1992年4月4日〜1992年9月26日

## 放送局
【すべてネット】
- 東京放送（TBS、現・TBSテレビ）
- 北海道放送（HBC）※第2部は1992年3月28日をもって打ち切り。
- 静岡放送（SBS）
- 中部日本放送（CBC、現・CBCテレビ）[1]
- RKB毎日放送（RKB）

【1部のみネット】
- 東北放送（TBC）
- テレビユー福島（TUF）
- 新潟放送（BSN）
- 信越放送（SBC）
- 山陽放送（RSK、現・RSK山陽放送）
- 中国放送（RCC）
- 熊本放送（RKK）

## 備考
『SUPER WEEKEND LIVE 土曜深夜族』から続いた「土曜深夜バラエティ枠」の最終作品である。この番組の生放送および収録に使用してきた日比谷シャンテのTBSスタジオは、その後平日昼の生番組『わいど!ウォッチャー』や関東ローカルのミニ番組（『THE BACKSTAGE おしえてア・ゲ・ル』など）収録などに使われたのち、1994年10月から稼動した新本社への機能集約に伴い、廃止・撤収された（土曜深夜、平日正午枠など日比谷シャンテスタジオでの番組制作に特化した「日比谷制作室」も同時に廃止された）。